# Tarcísio Gregório Vieira
Tarcísio Gregório Vieira (ur. 25 maja 1964 w Ouro Branco) – brazylijski duchowny rzymskokatolicki, orionista, od 2016 minister generalny Małego Dzieła Boskiej Opatrzności.

## Życiorys
5 stycznia 1983 złożył pierwsze śluby zakonne, a 12 stycznia 1991 profesję wieczystą. Święcenia kapłańskie przyjął 22 grudnia 1991. Od 2012 był prowincjałem. 25 maja 2019 został wybrany przez Kapitułę generalną na generała zakonu orionistów.